# Microsoft 3D Viewer
3D Viewer (trước đây là Mixed Reality Viewer và trước đó là View 3D) là một trình xem đồ họa máy tính 3D và ứng dụng thực tế tăng cường lần đầu tiên được đưa vào Windows 10 1703. Nó hỗ trợ .fbx, .3mf, .obj, và .stl và nhiều định dạng tập tin khác được liệt kê trong phần tính năng.
Trong lần khởi chạy đầu tiên, Trình xem 3D tự động tải tập tin 'Bee.glb' và hiển thị một con ong bắp cày hoạt hình, không phải là một con ong, trên nền xám. Người dùng có thể thay đổi góc nhìn, chọn và xem một trong các hình ảnh động có sẵn (được xác định trong tập tin 3D) hoặc điều chỉnh một trong 3 nguồn sáng. Thiết lập ánh sáng có thể được lưu dưới dạng 'chủ đề' và áp dụng cho các đối tượng 3D khác một cách nhanh chóng. Ứng dụng này cũng có bốn 'Hoạt ảnh nhanh'. Đó là những cách mà ứng dụng có thể hiển thị đối tượng 3D bằng cách thay đổi góc nhìn. Ví dụ: mục "Bàn xoay" xoay góc nhìn xung quanh đối tượng theo vĩ độ. Nếu thiết bị chạy ứng dụng được trang bị camera, ứng dụng có thể tạo trải nghiệm thực tế tăng cường cho phép bạn chạm vào bề mặt bạn đang xem và mô hình 3D sẽ rơi xuống bề mặt đó. Sau đó, nó sẽ thực hiện một nỗ lực thô sơ tại SLAM để giữ cho đối tượng ở đúng vị trí.
Trình xem 3D có thể đăng tập tin lên trang web Remix 3D, mở nó trong Paint 3D,hoặc gửi đến ứng dụng In 3D (trước đây là 3D Builder) cho in 3D.  Khi ở chế độ Thực tế hỗn hợp, Trình xem 3D cũng có thể chụp ảnh và quay video về cảnh có mô hình 3D của bạn được tăng cường vào đó.
3D Viewer không còn được bao gồm trong hệ điều hành kể từ Windows 11, nhưng vẫn có thể tải xuống từ Microsoft Store.